# Drop Dead Diva
Drop Dead Diva är en amerikansk dramakomediserie som debuterade på Lifetime den 12 juli 2009. De en timme långa avsnitten, som skapas av Josh Berman, produceras av Sony Pictures Television. 
Serien handlar om Deborah "Deb" Dobkins (Brooke D'Orsay), en blond, extremt ytlig ung kvinna som söker modelljobb. När hon blir dödad i en bilolycka och hennes själ kommer till himlen förklaras hon som en "zero-zero". En person som varken har gjort några goda gärningar eller onda. Deborah gillar inte vad hon hör och blir beslutsam att ändra på hur himlens portvakt, Fred, ser på henne. Hon trycker på en knapp som ska få henne att återvända till sin gamla kropp. Dessvärre går något fel och Deborahs själ hamnar i den nyligen avlidna Jane Bingums kropp (Brooke Elliott). Jane är en superbegåvad, smart och hårt arbetande advokat. Från en början livrädd, börjar Deborah - i sin nya kropp - att upptäcka meningen med inre skönhet samtidigt som hon jonglerar ett nytt krävande jobb med helt nya bekantskaper. 
Drop Dead Diva sågs av 2.8 miljoner amerikaner under premiären. Serien har sedan dess även börjat visas internationellt, bland annat i Polen, Sverige, Australien, Mexiko och Japan. Serien förnyades med en fjärde säsong den 22 september 2012.
Den 15 januari 2013, meddelade Lifetime att serien inte kommer förnyas för en femte säsong. Sen dess har både en femte och sjätte säsong tillkommit.

## Rollista
- Brooke Elliott som Jane Bingum (2009 - 2012)
- Margaret Cho som Teri Lee (2009 - 2012)
- April Bowlby som Stacy Barrett (2009 - 2012)
- Kate Levering som Kim Kasswell (2009 - 2012)
- Jackson Hurst som Grayson Kent (2009 - 2012)
- Josh Stamberg som J. Parker (2009 - 2012)
- Ben Feldman som Fred (2009 - 2012)
- Brandy Norwood som Elisa Shayne (2011 - 2012)
- Kim Kardashian som Nikki LePree (2012)

## DVD
| Säsong   | Episoder | Release datum             | Release datum     | Release datum |
| Säsong   | Episoder | Region 1 (USA och Kanada) | Region 2 (Europa) |               |
| -------- | -------- | ------------------------- | ----------------- | ------------- |
| Säsong 1 | 13       | 1 juni 2010               | 28 juni 2010      |               |
| Säsong 2 | 13       | 3 maj 2011                | TBA               |               |
| Säsong 3 | 13       | TBA                       | TBA               |               |